# 三清山
28°54′57″N 118°03′52″E / 28.91583°N 118.06444°E
三清山位于中国江西省上饶市玉山县与德兴市交界处，距玉山县城50公里，距上饶市78公里。三清山为怀玉山脉主峰，因玉京、玉虚、玉华“三峰峻拔、如三清列坐其巅”而得其名，三峰中以玉京峰为最高，海拔1816.9米，是江西第五高峰，也是信江的源头之一。
三清山风景秀美，同时又是道教名山。1988年被列为国家重点风景名胜区，2005年被列为国家地质公园，2008年被列为世界自然遗产，2011年被列国家AAAAA级旅游区，2012年被列为世界地质公园。

## 道教名山

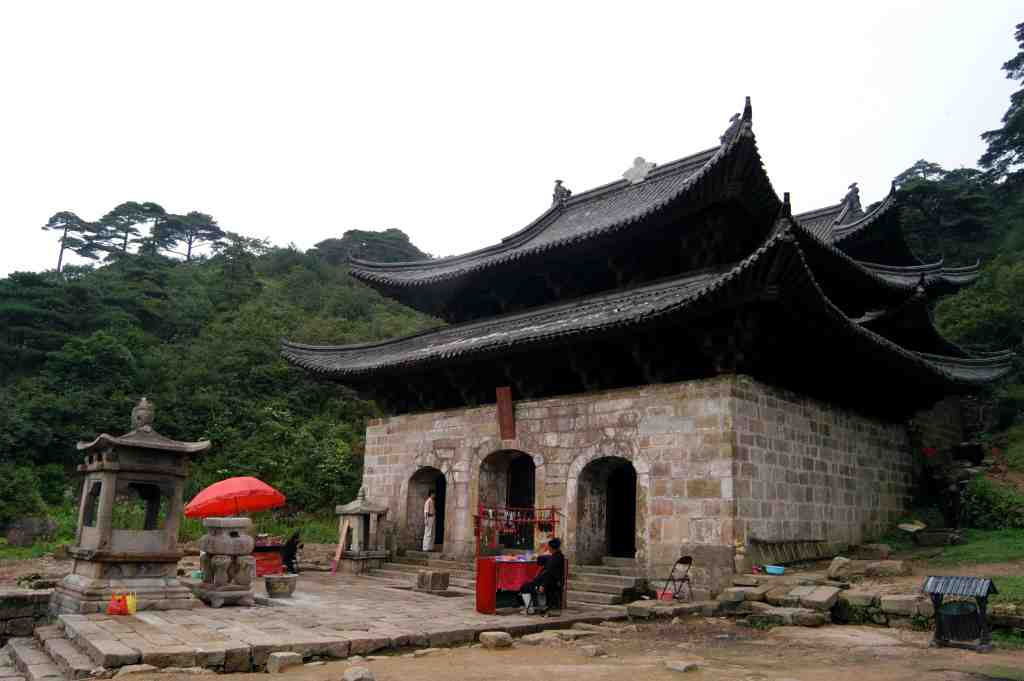
三清宮

三清山为历代道家修炼场所，自晋朝葛云、葛洪来山以后，便渐为信奉道学的名家所向往。
最先在三清山修建道观的为唐朝信州太守王鉴的后裔。唐僖宗时（873－888年）信州太守王鉴奉旨抚民，到达三清山北麓，见到此山风光秀丽，景色清幽，卸任后即携家归隐在此。到宋朝时，王鉴后裔王霖捐资兴建道观，三清山成为道家洞天福地。
至明景泰年间（1450－1456年），王霖后裔王祜又重建三清宫。从登山处步云桥直至天门三清福地，共兴建宫观、亭阁、石刻、石雕、山门、桥梁等200余处，使道教建筑遍布全山，其规模与气势，可与青城山、武当山、龙虎山媲美。因此，三清山有“露天道教博物馆”之称。 
2013年，三清山古建筑群被列为第七批全国重点文物保护单位。

## 生物宝库
三清山是野生动植物的宝库。

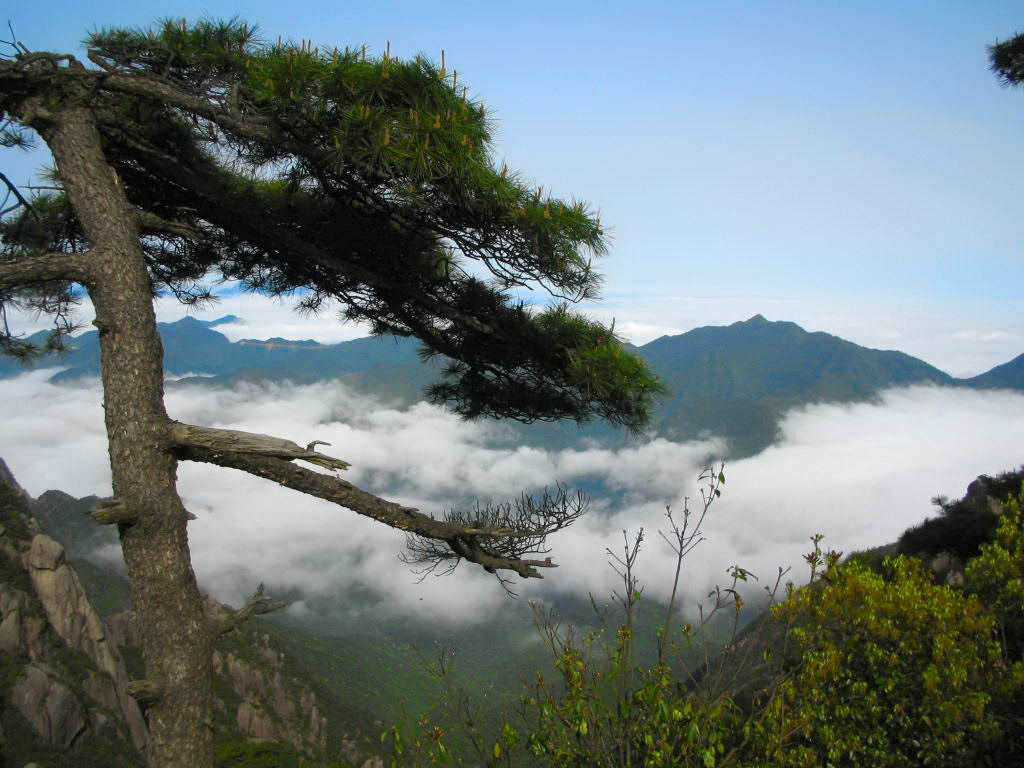
黄山松

植被以常绿阔叶林、常绿-落叶混交林、山地矮曲林、针叶林、竹林等为主。被子植物共有148科691属1602种(包括变种、变型)，其中双子叶植物1300种544属122科，单子叶植物302种147属26科。蕨类植物共有28科52属86种。有国家保护植物33种，隶属30属22科，其中蕨类植物1科1属1种，裸子植物6科12属12种；被子植物15科17属20种。
野生动物有800多种。

## 地质公园
三清山位于扬子地块和华夏地块结合带，已知有9亿多年的地质构造演化发展历史。三清山花岗岩出露面积约98平方千米，可划分为3期：第1期为中粗粒黑云母碱长花岗岩；第2期为中粒黑云母碱长花岗岩；第3期为细粒黑云母碱长花岗岩，其中以第2期的规模最大，最重要的景点即分布于该期花岗岩内。花岗岩受北东、北西和北东东向三条断裂控制，形成典型的三角形断块山，地貌处于幼年晚期至壮年早期发育阶段。
三清山是世界花岗岩地质、花岗岩地貌、花岗岩生态完美结合的一个突出代表，是研究西太平洋地区中生代陆内俯冲型花岗岩的最好园地。三清山花岗岩微地貌类型多样，以锥状峰峦与密集峰柱组合型花岗岩峰林为特征的地貌景观被称“三清山式”花岗岩景观。这一景观记录和保存了地球中新生代以来地壳形成演化的历史。
三清山与黄山、华山、泰山、普陀山和克什克腾是中国最具代表性的花岗岩景观，其中的“三清山式”花岗岩景观，是具有世界对比意义的花岗岩景观型式之一。
三清山和黄山地域相近，同为花岗岩地貌，但又有其独特之处：首先是地质结构不同，黄山古时地处华夏板块中间，没有经过大的地壳运动；但是三清山处在板块的碰撞带上，经历了大的地壳运动。因此三清山周边伴生着许多矿，比如西侧的德兴铜矿。其次三清山微地貌景观发育比黄山丰富。另外黄山经过了第四纪冰川，而三清山没有经过，属于第四纪冰川的避难所，所以三清山的山峰很尖，且植物没有被破坏。
三清山因其独特的花岗岩地貌于2005年9月被国土资源部列为国家地质公园，2012年9月21日更被联合国教科文组织列为世界地质公园。

## 世界遗产
2008年7月8日，第32届世界遗产大会将三清山列入《世界遗产名录》，三清山成为中国第十一个世界自然遗产。
世界遗产委员会对三清山的遗产价值给予了高度评价。会议认为：三清山在一个相对较小的区域内展示了独特花岗岩石柱与山峰，它们栩栩如生。三清山丰富的花岗岩造型石与多种植被、远近变化的景观及震撼人心的气象奇观相结合，创造了独一无二的景观效果，呈现了引人入胜的自然美。

## 旅游胜地
三清山是著名的旅游胜地，1988年8月被列为第二批国家重点风景名胜区，2011年9月6日被列为国家5A级旅游景区。
三清山景区总面积756.6平方公里，其中核心区面积229.5平方公里。主要景区有南清园、万寿园、西海岸、阳光海岸、玉京峰、三清宫、西华台、三洞口、石鼓岭、玉灵观等，著名景点有司春女神、巨蟒出山、猴王献宝、玉女开怀、老道拜月、观音赏曲、葛洪献丹、神龙戏松、三龙出海、蒲牢鸣天等。
近年来，三清山旅游事业发展迅速。2003年游客仅逾10万人次，2008年游客131万人次，旅游综合收入12.9亿元。2008年申遗成功后，更是实现了跨越式发展。2009年游客227.3万人次，2010年游客297.5万人次，2011年游客达460.8万人次，旅游总收入35.9亿元。2012年游客611.3万人次，旅游总收入47.8亿元。2013年上半年，风景区共接待境内外游客327.63万人次，同比增长17.8%。旅游综合收入22.02亿元，同比增长22.74%。
现建有两个索道：南部的外双溪索道，东部的金沙索道。
截止2010年山下的四星级宾馆有3个，三星级宾馆有4个，正在建设的五星级宾馆有3个。
- 玉京峰
- 西海岸
- 猴王献宝

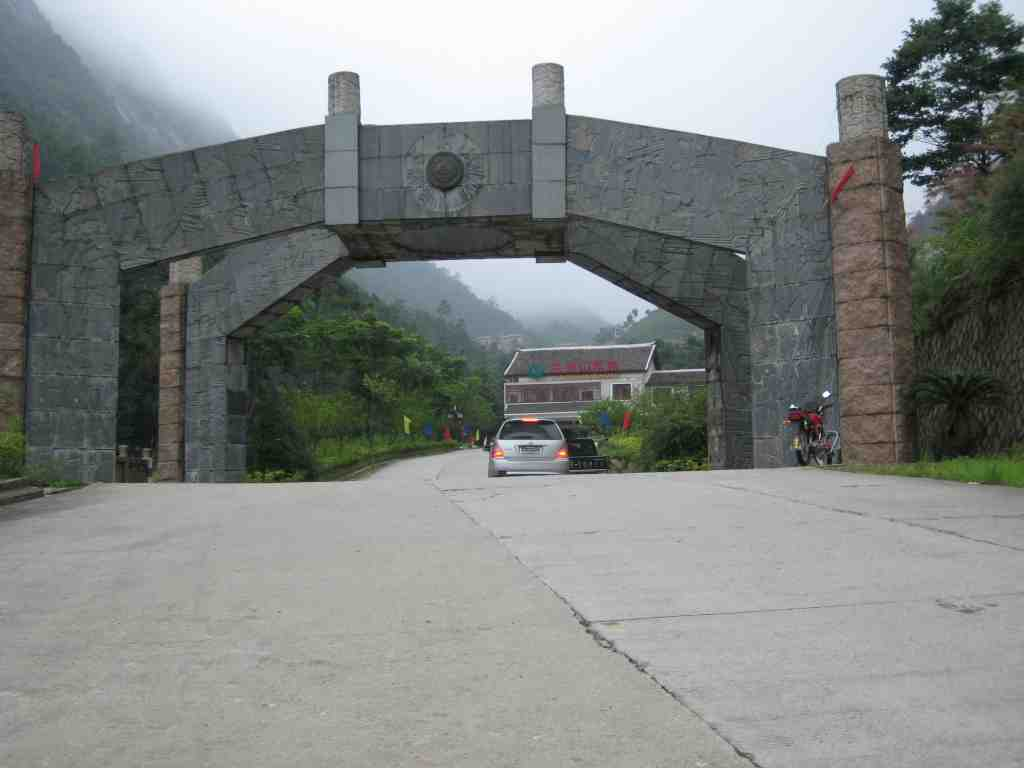
景区大门
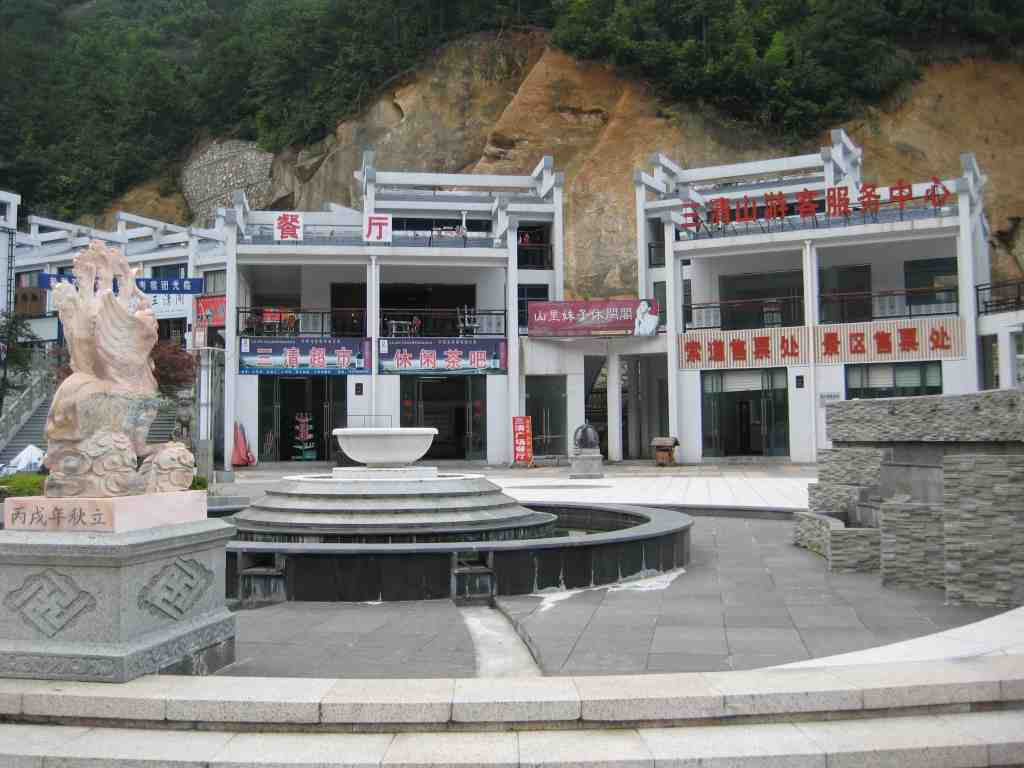
三清山索道售票處
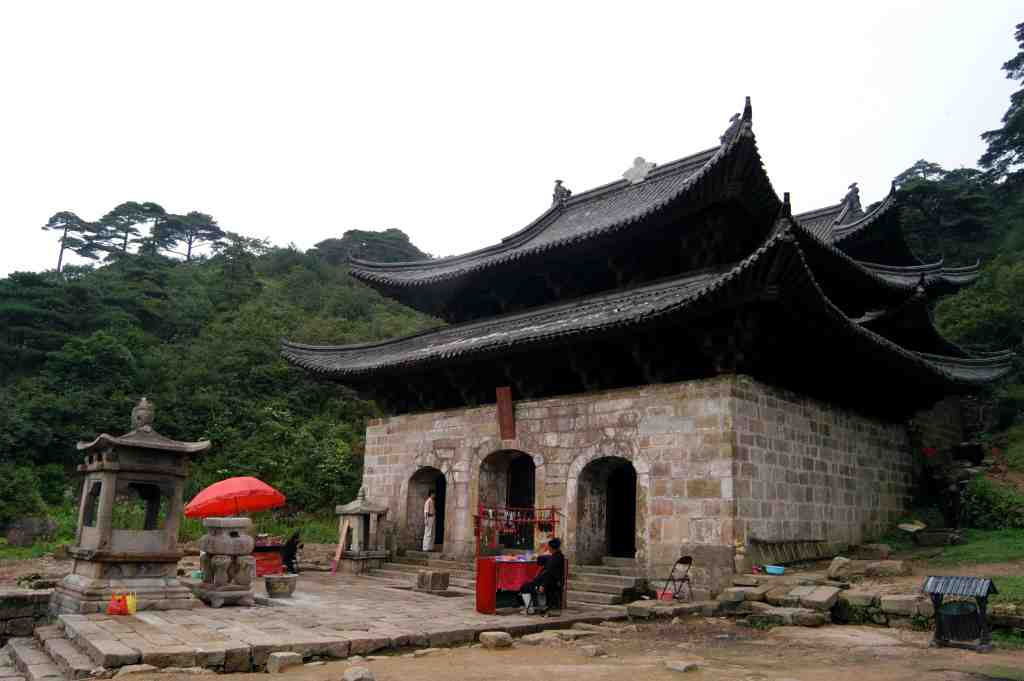
三清宮
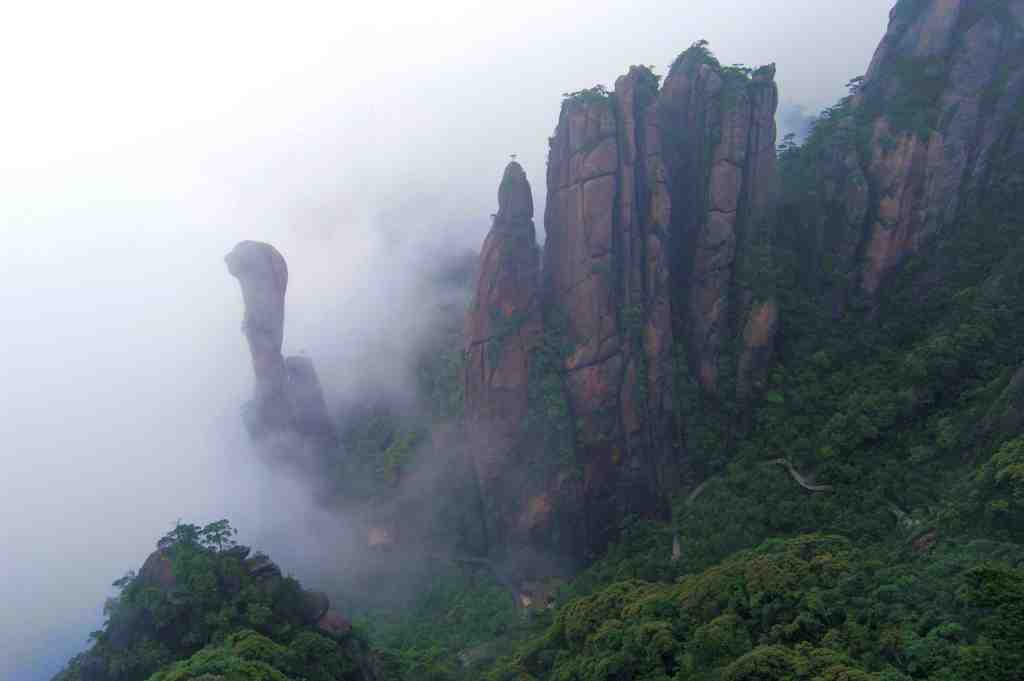
巨蟒出山打霧
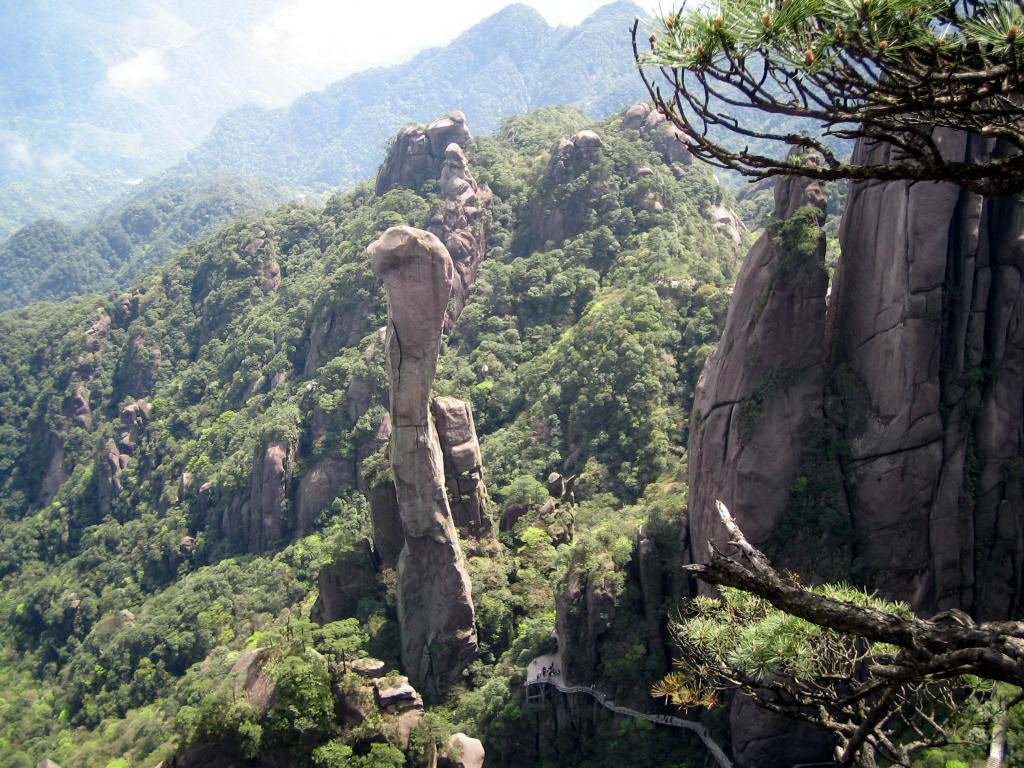
巨蟒出山
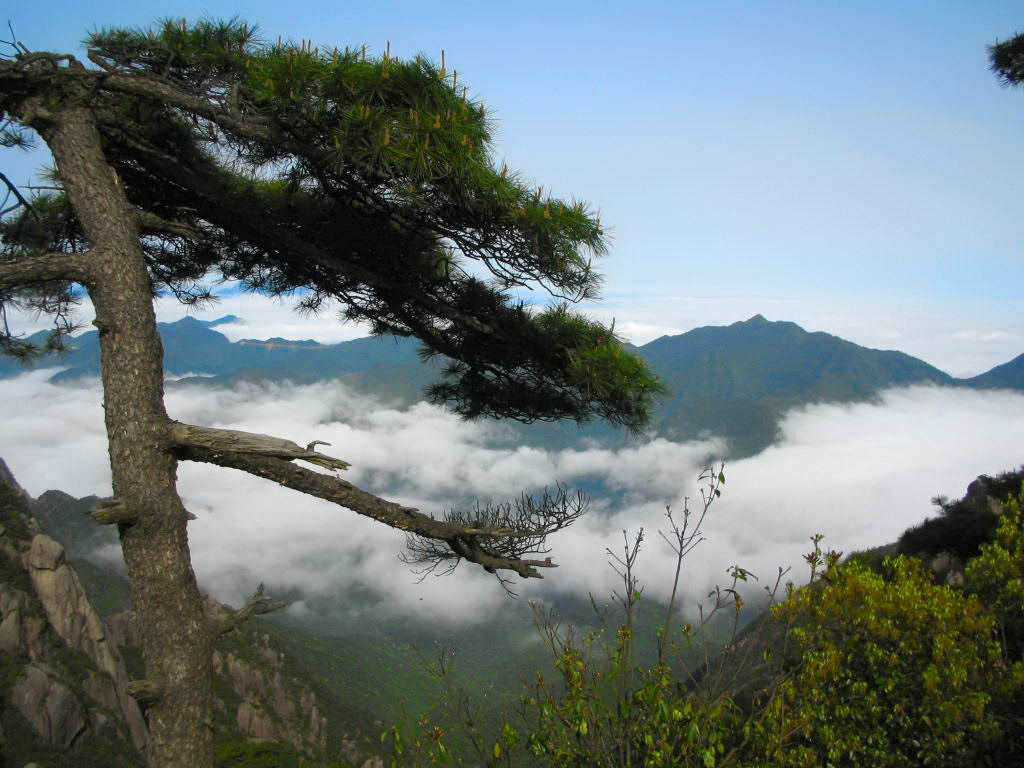
三清山風景
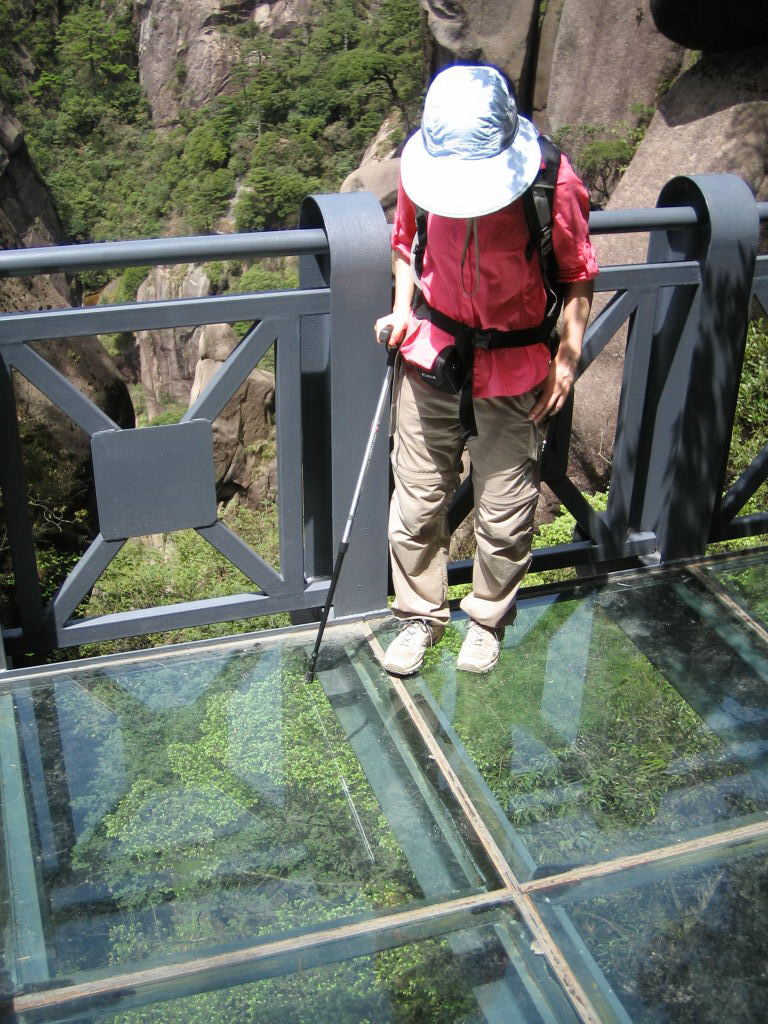
透明台
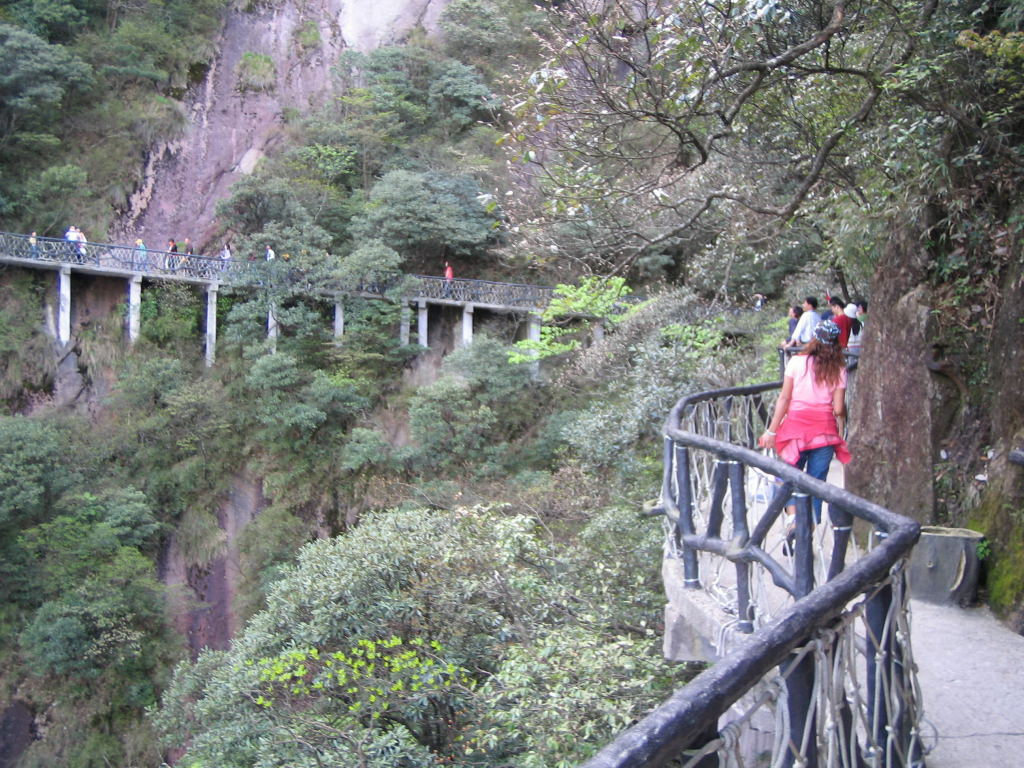
三清山風景
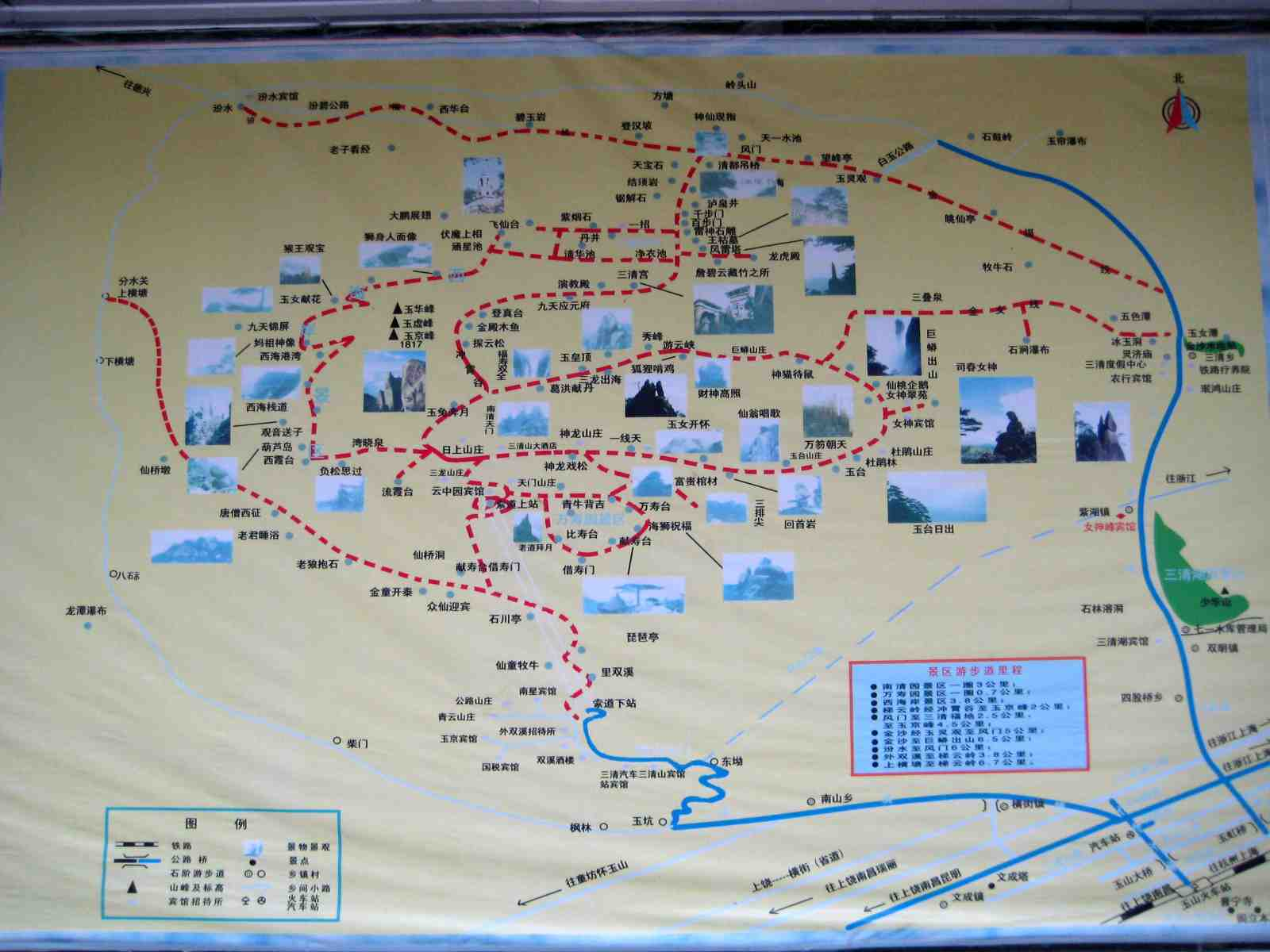
地圖
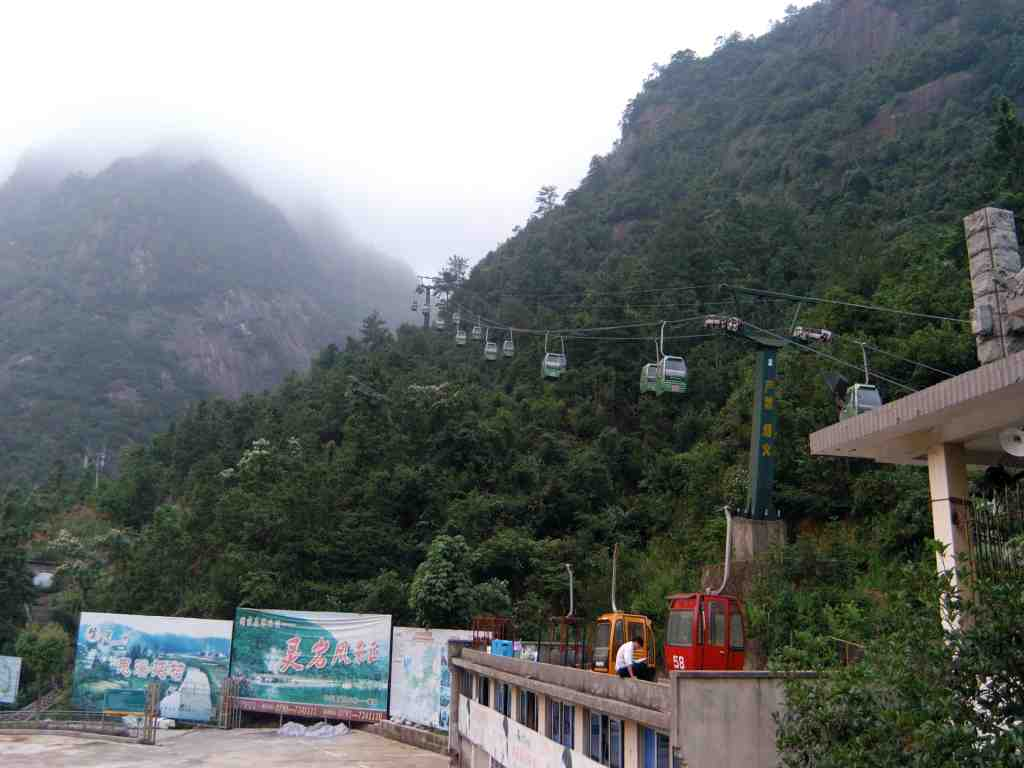
南部的外双溪索道
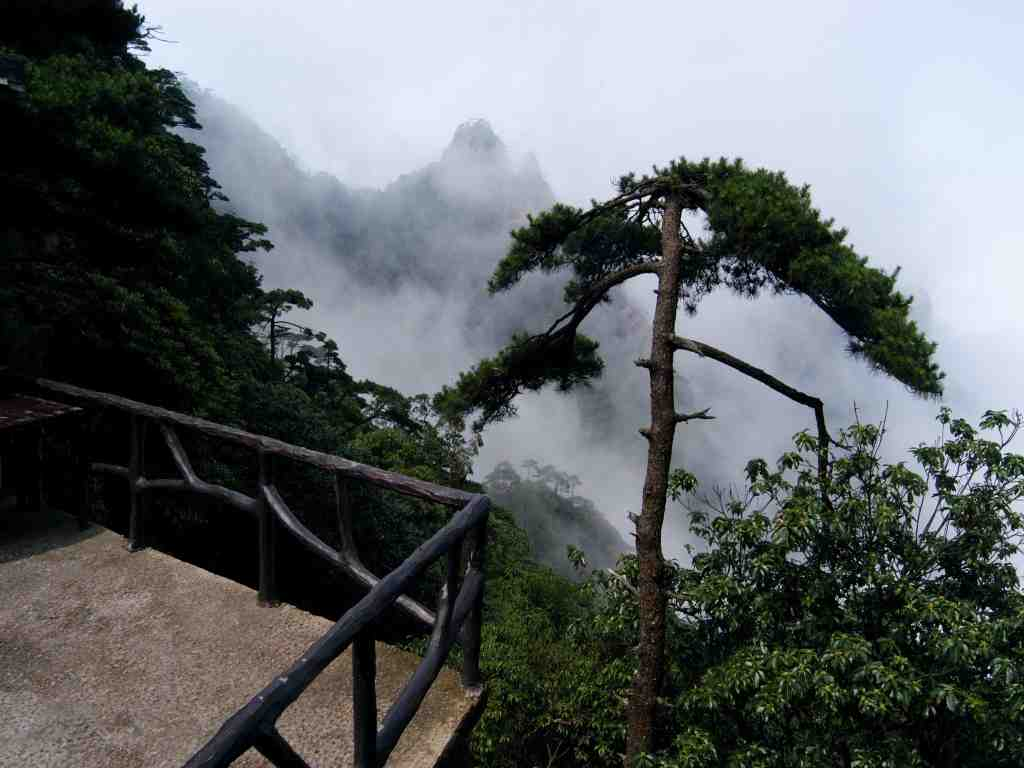
黄山松
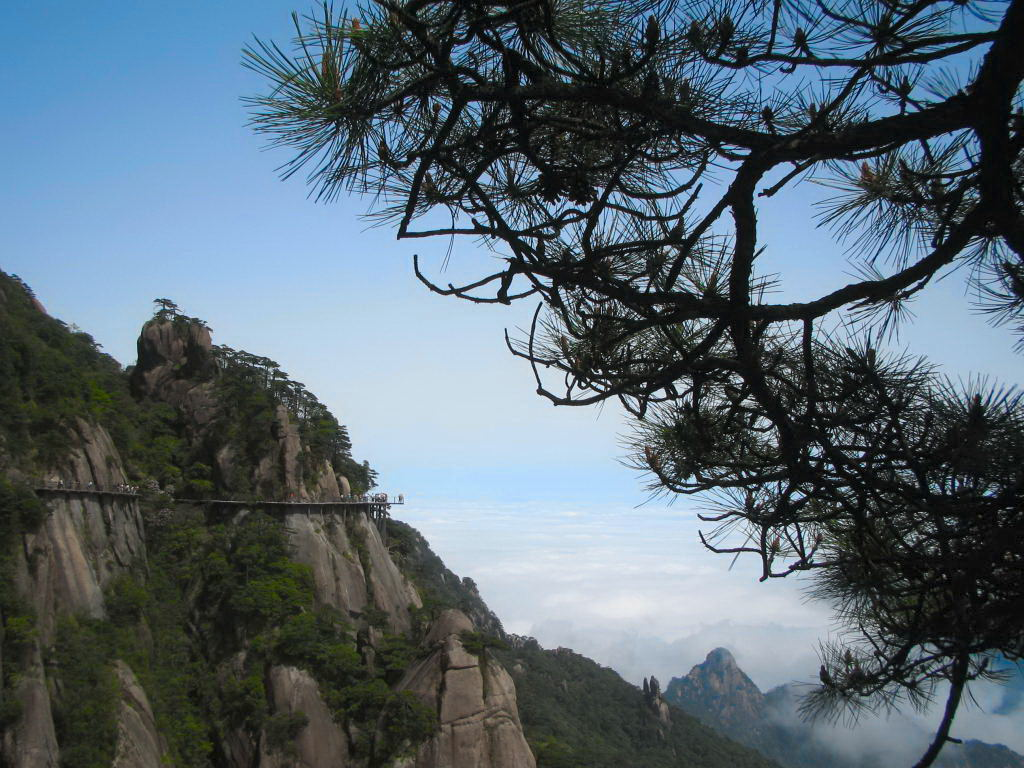
绝壁栈道
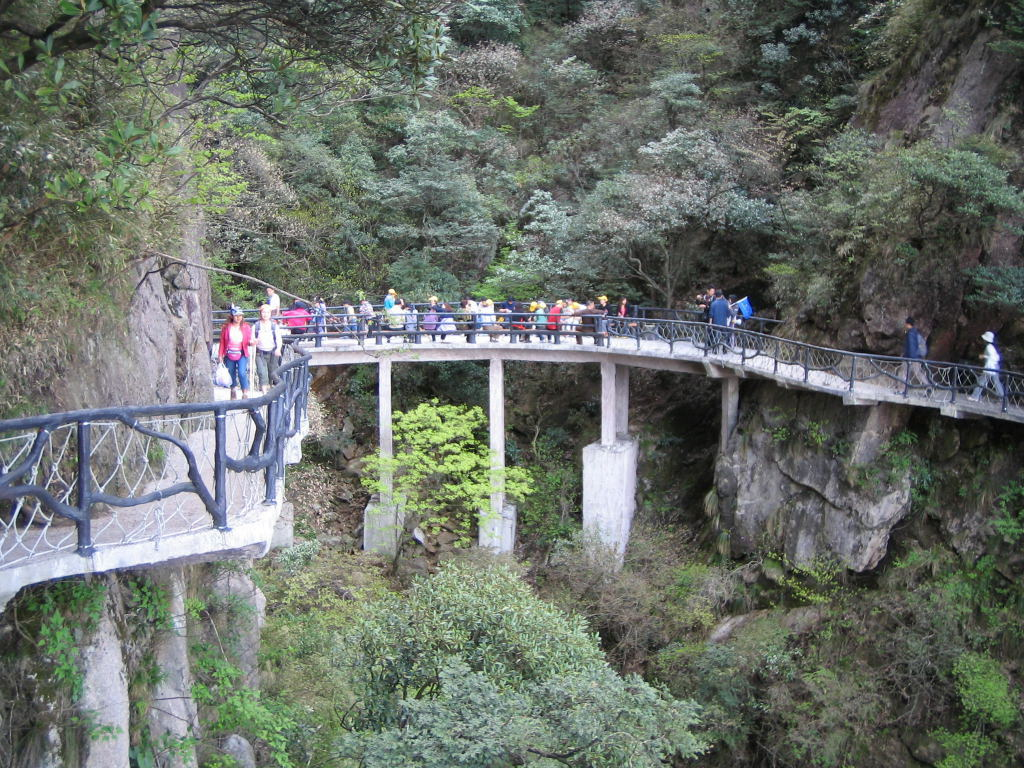
栈道
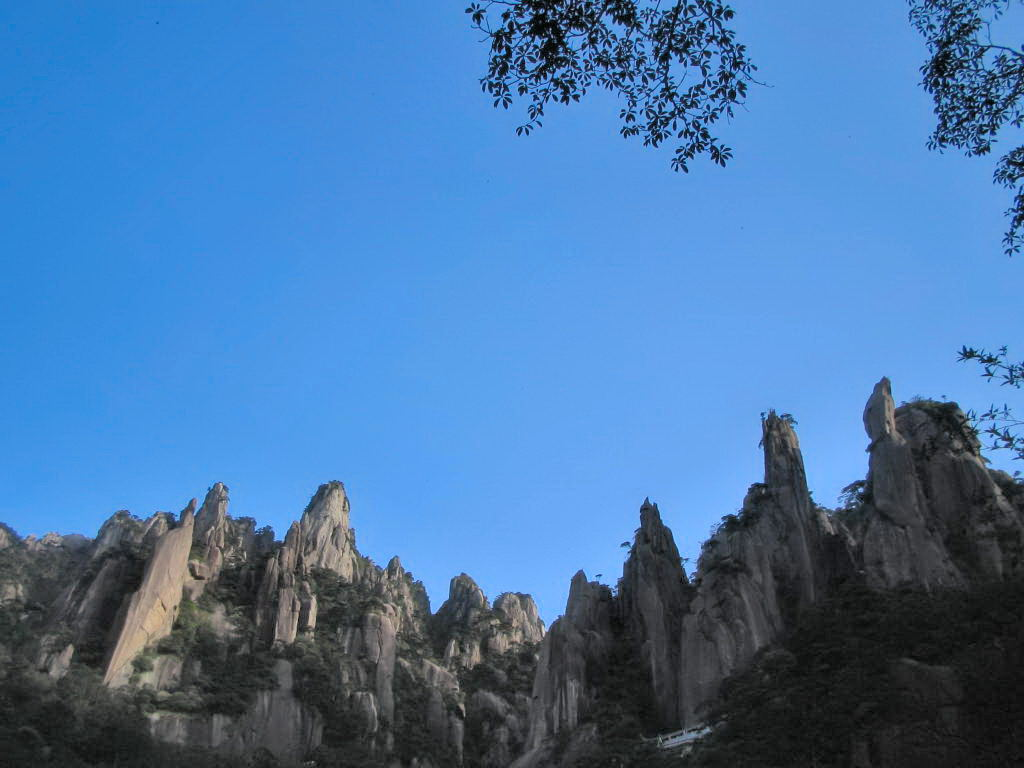
三清山風景
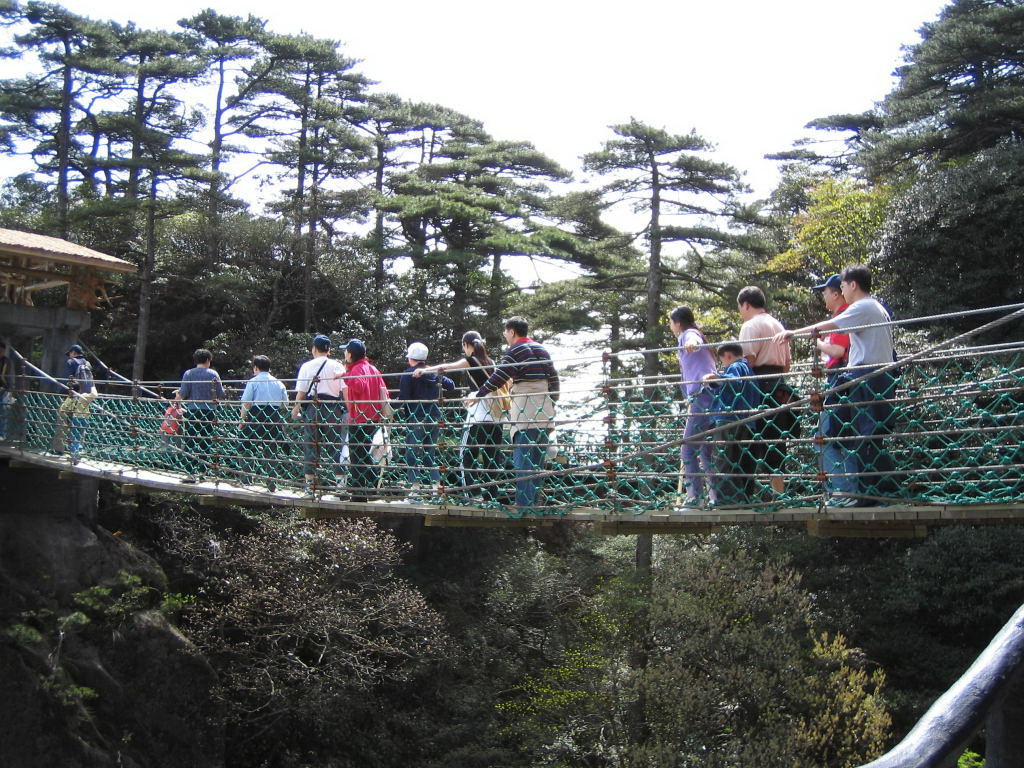
铁索桥
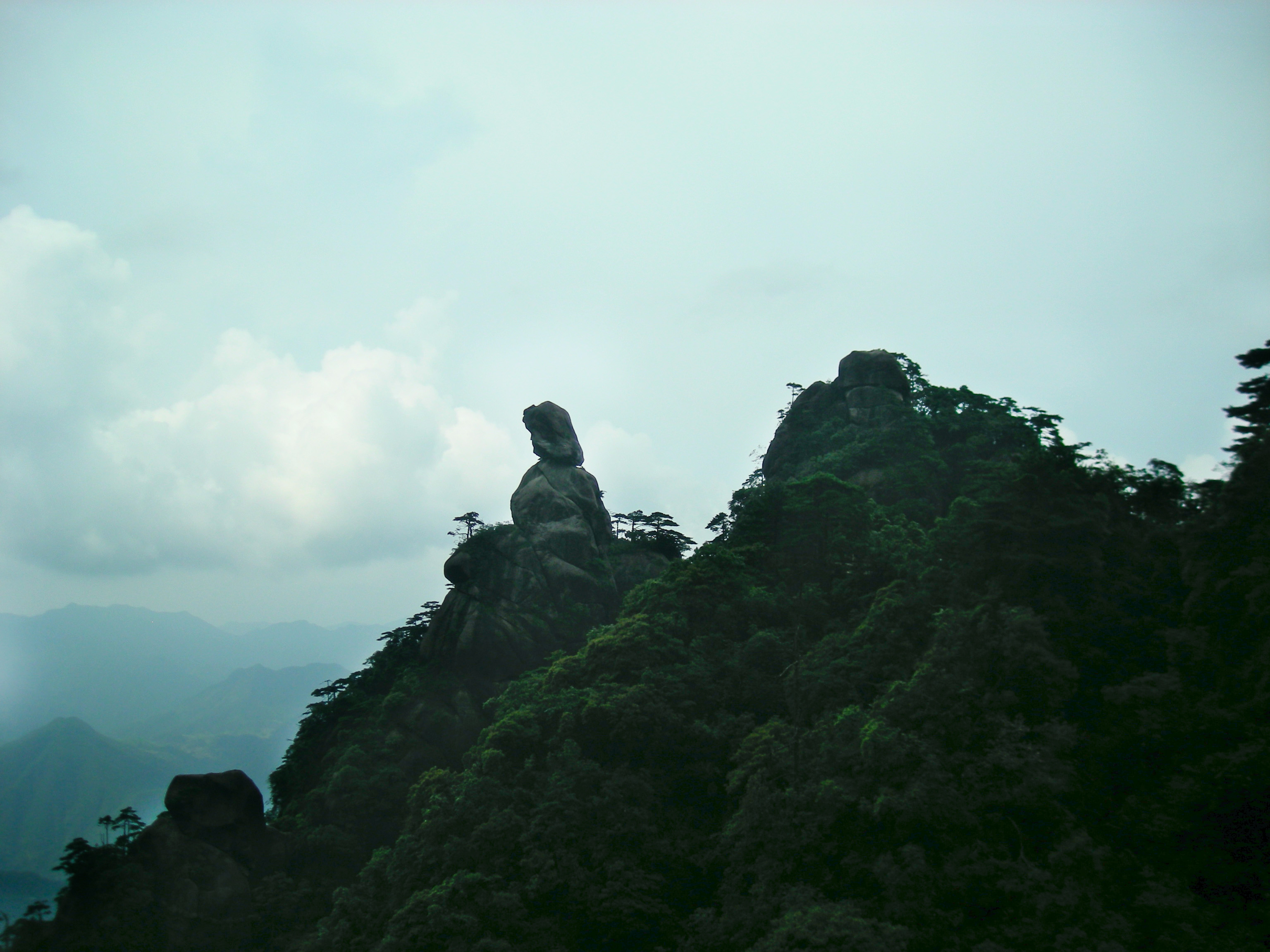
司春女神

## 破壞事件
2017年4月15日，有三人在清晨四時擅自到禁止攀登的巨蟒峰，在岩石打入岩钉26个後攀到峰頂用无人机自拍。江西省上饶市人民法院於2019年12月判決這三人故意损毁名胜古迹罪有期徒刑與罰金，且需賠償环境资源损失计600万元人民幣。2020年5月，江西省高級人民法院駁回上訴，維持一審原判。